# Sprzedawca
Sprzedawca – osoba (fizyczna albo prawna) dokonująca sprzedaży dóbr materialnych lub usług, oferując je nabywcy.